# Галле, Филипп
Филипп Галле (нидерл. Philip Galle, 1537, Харлем — 12 или 29 марта 1612, Антверпен) — голландский рисовальщик, гравёр, писатель и издатель гравюр эпохи североевропейского маньеризма. Родоначальник большой семьи фламандских и голландских художников. Мастер репродукционной гравюры.

## Семья художников Галле
Под фамилией Галле в Нидерландах известна большая семья рисовальщиков и гравёров резцом и офортом по меди. Филипп Галле является одним из ранних представителей этой художественной семьи. Два его сына: Теодор Галле (1571—1633) и Корнелис Галле (старший) (1576—1650) были рисовальщиками и гравёрами. Сын Корнелиса Старшего — Галле, Корнелис (младший) (1615—1678) — также рисовальщик и гравёр эпохи барокко.

## Жизнь и творчество
Филипп Галле родился в Харлеме, провинция Северная Голландия. Был учеником учёного-гуманиста, литератора и художника-гравёра Дирка Корнхерта. Женился на Катарине ван Роллант 9 июня 1569 года. У них было пятеро детей, некоторые из которых тоже стали художниками, как отец: Теодор, Корнелис, Филипс II, Юста (вышедшая замуж за гравёра Адриана Колларта) и Катарина (которая вышла замуж за гравёра Карела де Маллери).

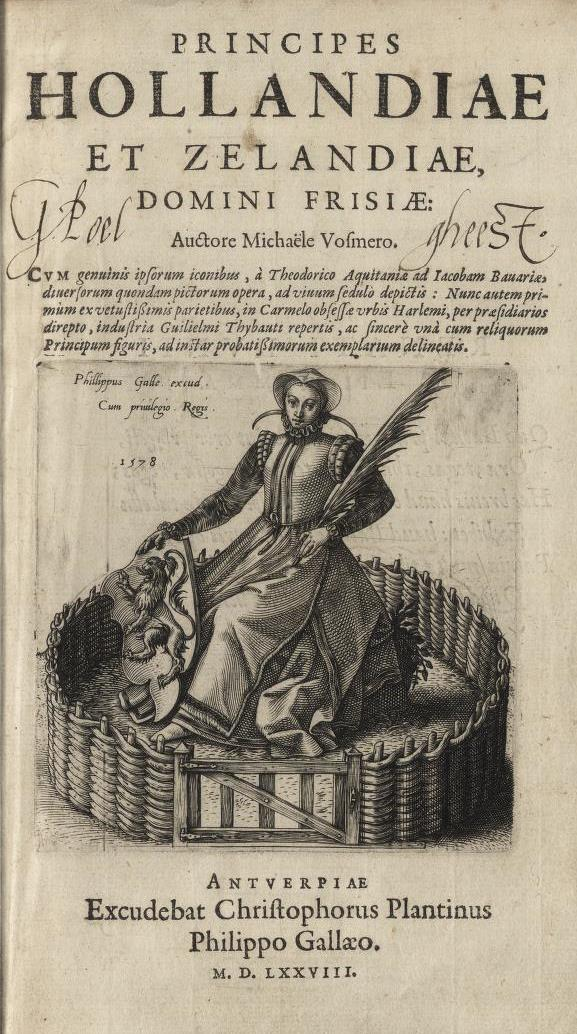
Титульный лист издания «Графы Голландии и Зеландии, лорды Фрисландии с их подлинными иконами, от Теодориха Аквитанского до Якова Баварского…». 1578

В Харлеме Филипп Галле награвировал несколько рисунков Мартена ван Хемскерка. С 1557 года он работал на антверпенского издателя Иеронима Кока. В 1563 году зарекомендовал себя как независимый печатник в Харлеме, где выпускал гравюры по произведениям Яна ван дер Страта и Мартена де Воса.
В 1569 году была опубликована серия из шести гравюр «Графы Голландии и Зеландии», которые Филипп Галле сделал в Харлеме вместе с Виллемом Тибо, перед тем как переехать в Антверпен где-то в конце 1569 года или в начале 1570 года. В этом же году Галле стал мастером Гильдии Святого Луки, её деканом 1585—1586 годах.
Филипп Галле управлял печатной мастерской Иеронима Кока, сменив его в 1570 году, а в следующем году стал бюргером Антверпена. На протяжении всей своей жизни у Галле были сложные отношения с религией и политической властью. Он был другом антверпенского издателя и типографа Христофора Плантена и, возможно, входил в тайный гуманистический кружок «Familia Caritatis» (Семья любви), что затрудняет его определение как католика или протестанта во время голландского восстания.
Галле был основателем наиболее значительной гравёрной мастерской в Антверпене конца XVI—XVII столетий, которой после его смерти руководили сыновья — Корнелис Галле и Теодор Галле. Наиболее интересные гравюры мастер создал по рисункам и картинам таких нидерландских мастеров, как Питер Брейгель Старший (Алхимик, 1558), Мартен ван Хемскерк (Разрушение Соломонова храма), Ян ван дер Страт и Франс Флорис (Лот с дочерьми).
Некоторые из его многочисленных гравюр, выпущенных в Антверпене, были созданы по оригиналам произведений Антуана ван Блокландта, Ханса Бола, Маркуса Герардса, Герарда ван Грунинга и Ганса Фредемана де Вриса. У Галле было много учеников, которые стали известными гравёрами. Гравёр географических карт Корнелис де Хоге (или Хогиус), который позднее умер ужасной смертью: его обезглавили и четвертовали в Гааге по обвинению в заговоре против государства, прошёл обучение у Галле, когда тот ещё жил в Харлеме.
Печатная и издательская мастерская Филиппа Галле в Антверпене имела успех. Среди его учеников и помощников были его сыновья, а также Корнелис де Хоге, Хендрик Гольциус, Ян Батист Барбе, Питер Нагель, сыновья его коллеги Адриана Колларта и его брата Ганса (или Яна) Колларта.

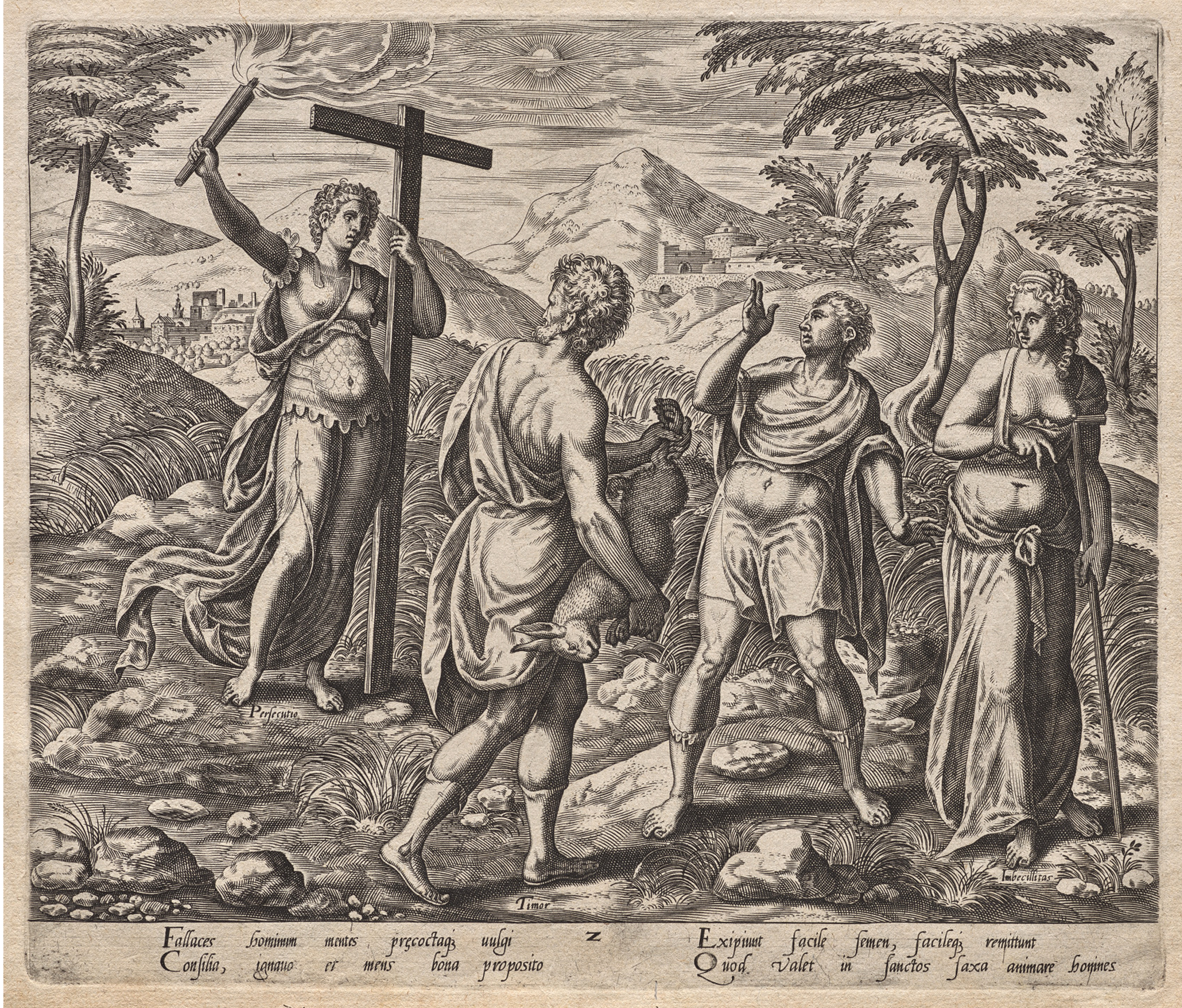
Филипп Галле по рисунку Герарда ван Грунинга «Притча о сеятеле». 1574, гравюра на меди

Как художник-гравёр, Галле много работал в технике резцовой гравюры, в которой исполнены большинство его эстампмных листов. В том числе серия из четырёх композизий: «Притча о сеятеле» (Philip Galle Parable of the Sower, 1574) по рисункам Герарда ван Грунинга.
Будучи жителем Антверпена, Галле стал свидетелем многих событий Восьмидесятилетней войны, в частности, осады и разграбления города испанцами в 1576 году, получившего название «Испанская ярость». Галле написал «Корт Верхаэль» (Cort Verhael), краткую хронику этих событий, которая была опубликована в конце 1578 года. Эта хроника, включавшая несколько карт, была посвящена эрцгерцогу Австрийскому Матиасу, родственнику законного короля Испании Филиппа II, не признанного руководителя страны. Более поздняя гравюра была посвящена Жану Бургундскому, сеньору Фруамонту. Эта довольно личная книга, переведённая на несколько языков вскоре после её первой публикации, показывает Галле как миролюбивого человека, который намеревался держаться подальше от политических и военных потрясений своей эпохи.
Будучи жителем Антверпена, Галле стал свидетелем многих событий Восьмидесятилетней войны, в частности, осады и разграбления г орода испанцами в 1576 году, получившего название «Испанская ярость». Галле написал «Корт Верхаэль» (Cort Verhael), краткую хронику этих событий, которая была опубликована в конце 1578 года. Эта хроника, включавшая несколько карт, была посвящена эрцгерцогу Австрийскому Матиасу, родственнику законного короля Испании Филиппа II, не признанного руководителя страны. Более поздняя гравюра была посвящена Жану Бургундскому, сеньору Фруамонту. Эта довольно личная книга, переведённая на несколько языков вскоре после её первой публикации, показывает Галле как миролюбивого человека, который намеревался держаться подальше от политических и военных потрясений своей эпохи.

## Галерея гравюр (офорт, резец)

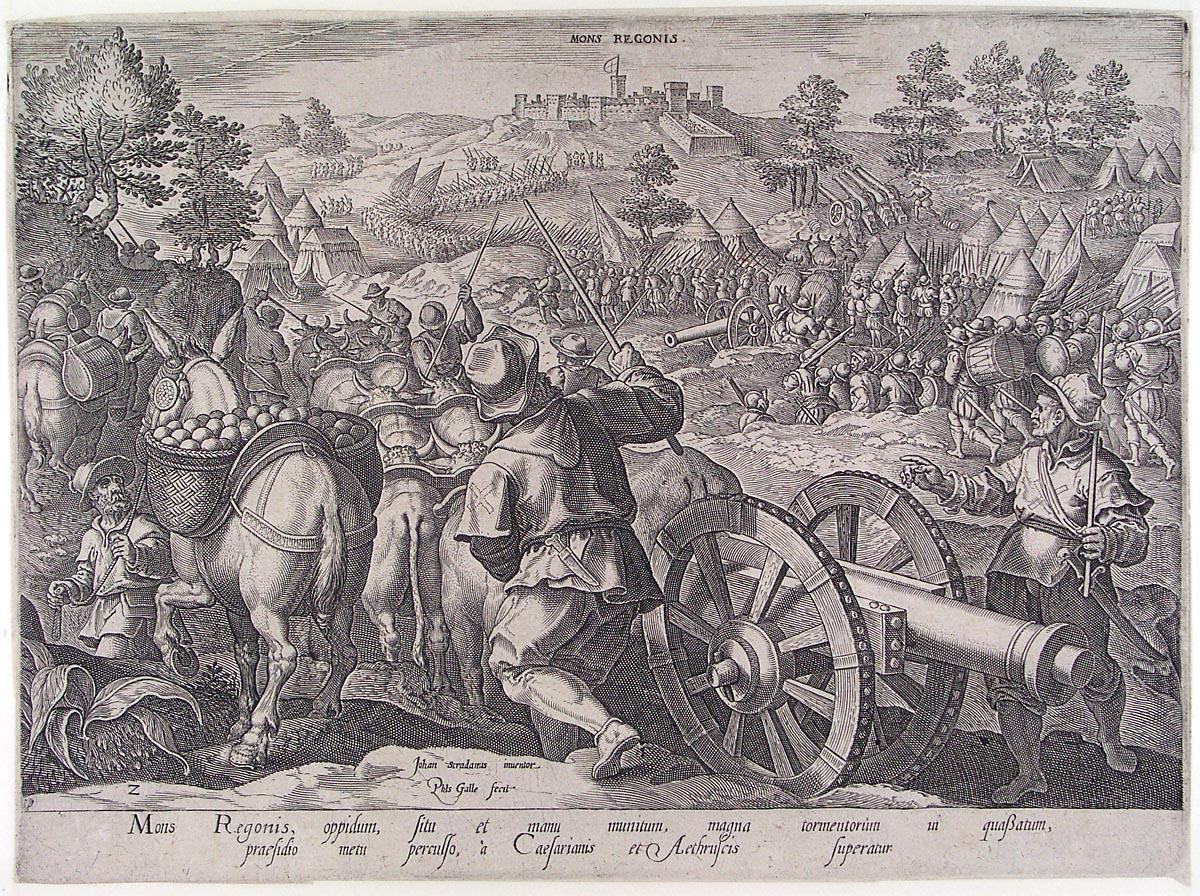
Битва при Монс Регонис. По оригиналу Я. ван дер Страта. 1583
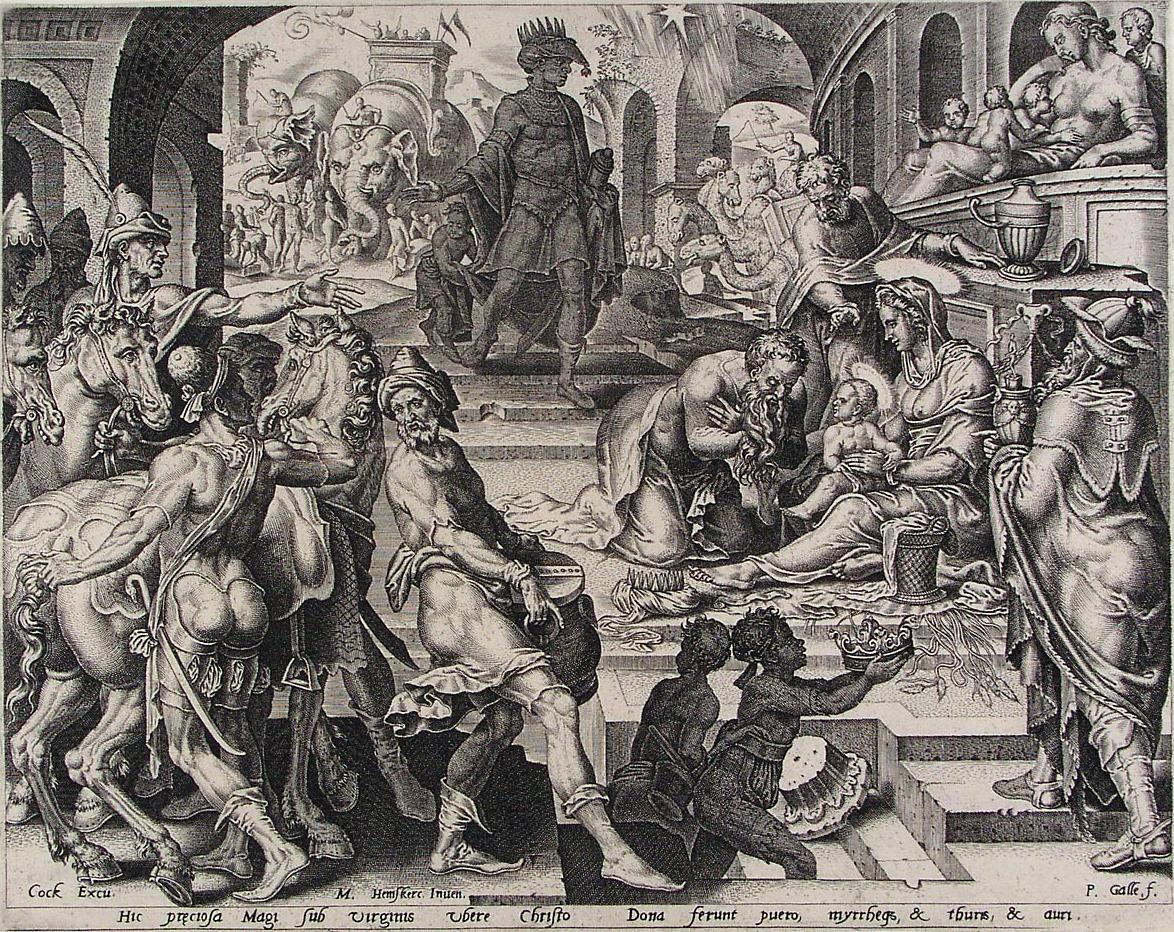
Поклонение волхвов. По оригиналу М. ван Хемскерка Ок. 1570
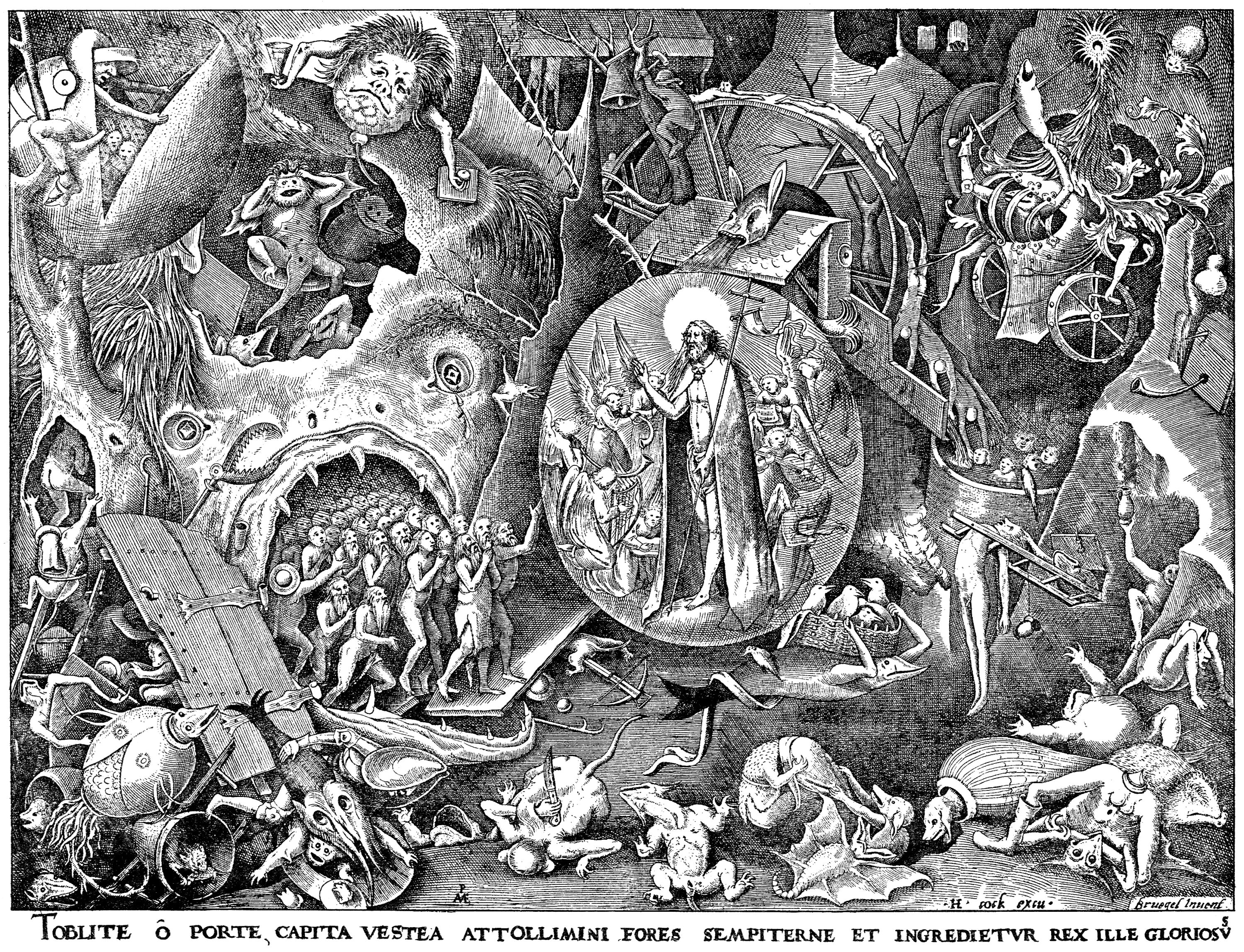
Христос в лимбе. По оригиналу П. Брейгеля Старшего из серии «Семь добродетелей».
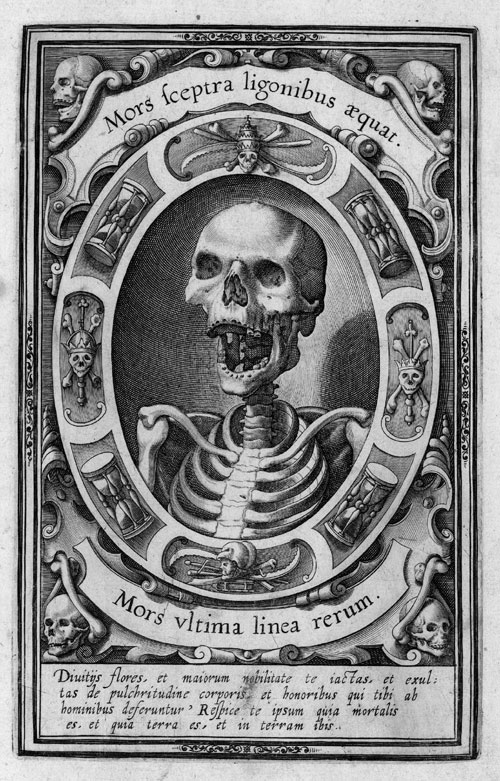
Mors ultima linea rerum (Смерть - последняя линия вещей, Проспер Аквитанский)
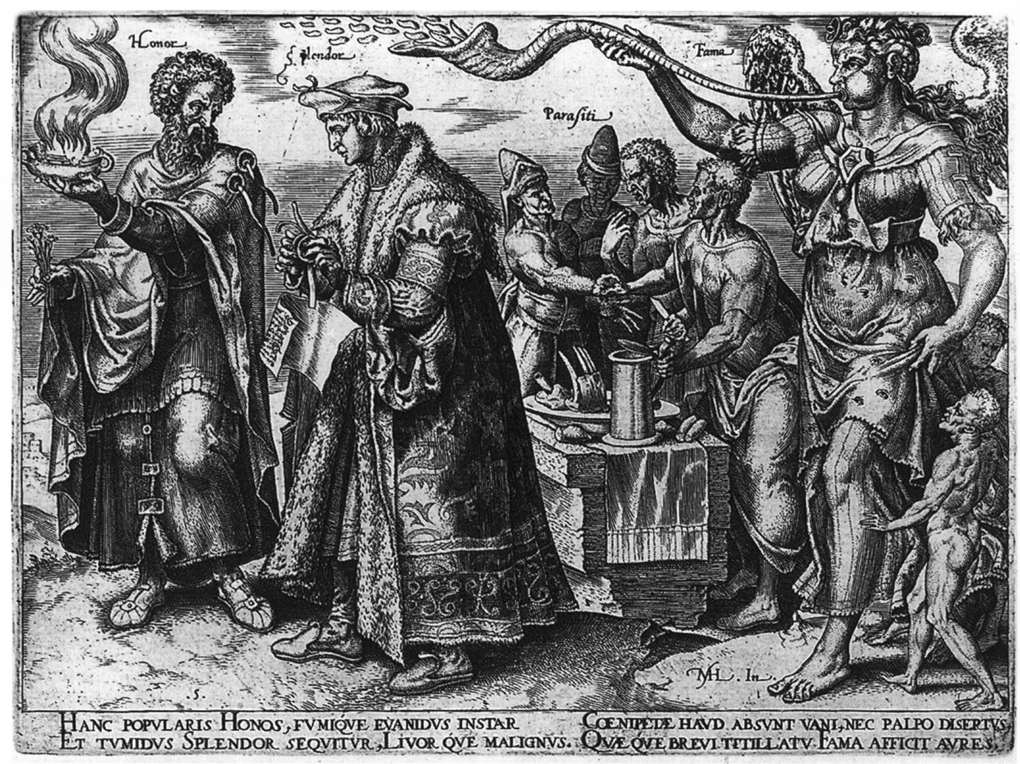
Несчастная доля богатых. 1563
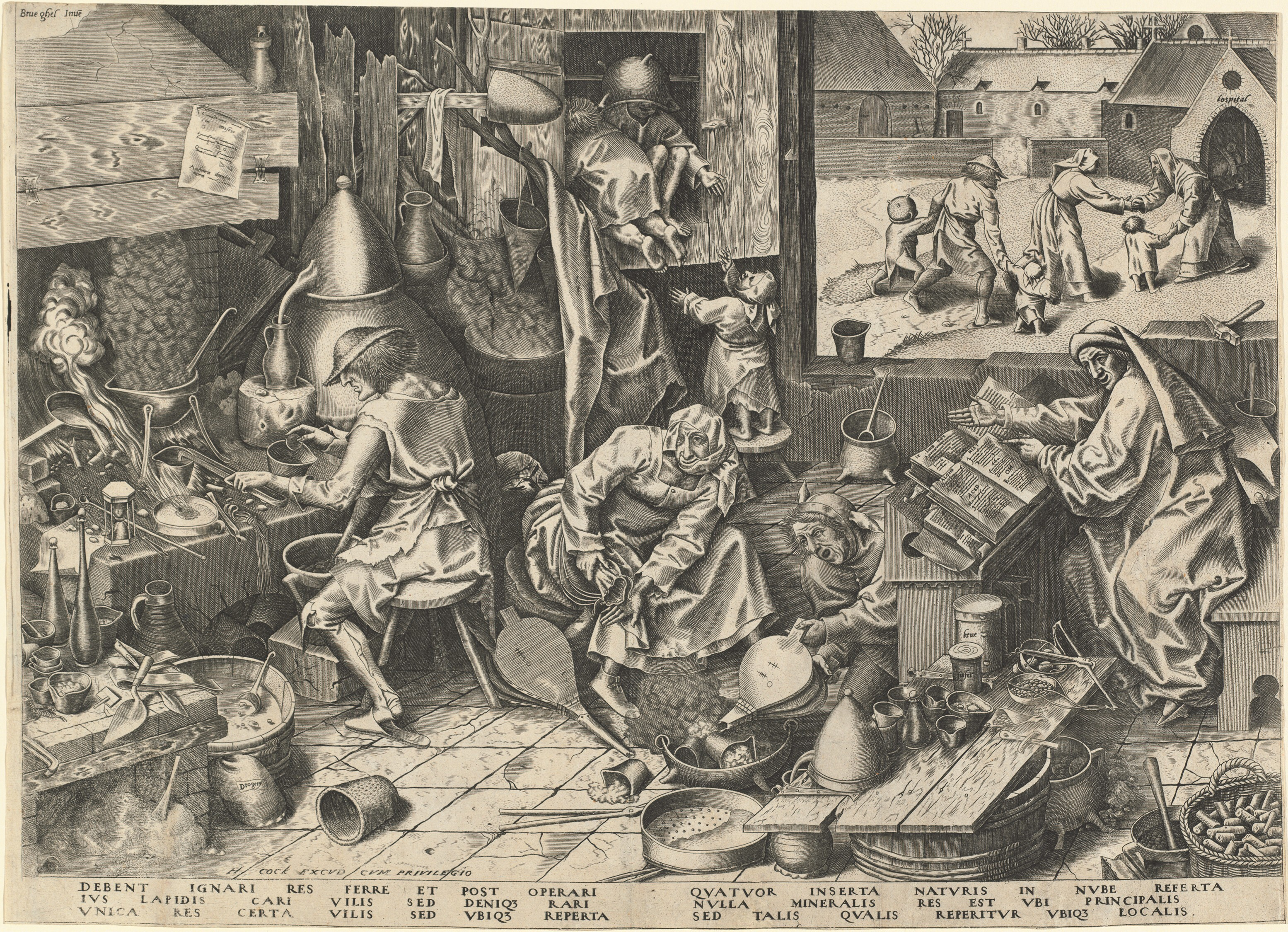
Алхимик. По оригиналу П. Брейгеля Старшего. 1558
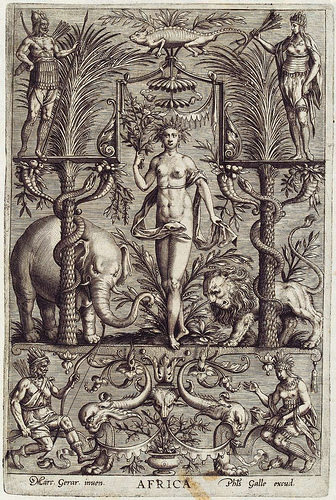
Африка. Между 1551 и 1600. По оригиналу М. Герартса
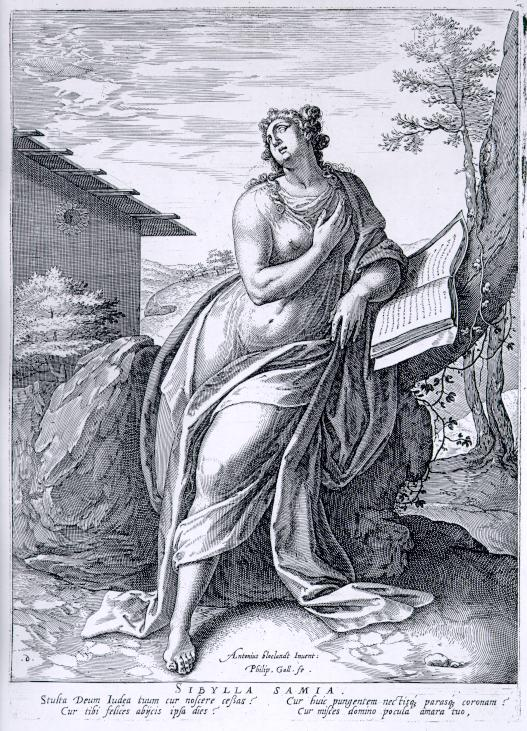
Самианская Сивилла. 1575
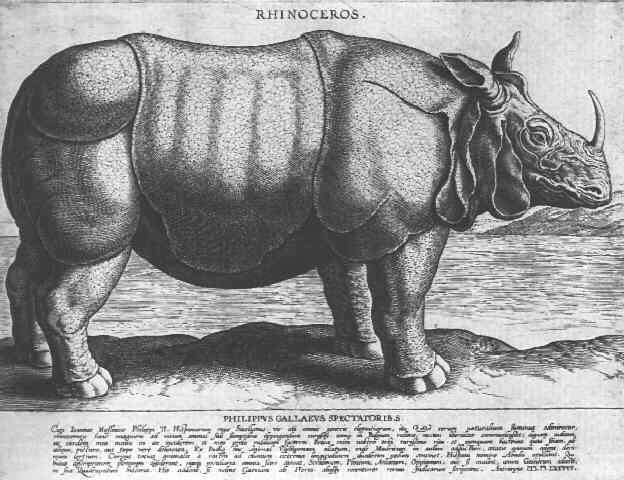
Носорог. 1584